# Спанчево
Вижте пояснителната страница за други значения на Спанчево.
Спанчево (на македонска литературна норма: Спанчево) е село в източната част на Северна Македония, в Община Чешиново-Облешево.

## География
Селото е разположено в Кочанското поле, западно от град Кочани в подножието на Осогово.

## Етимология
Името е по изчезналото лично име *Спан < спан „който много спи“. Сравними са местното име Спанча, горист хълм и пасище на З от Алистрат, Драмско, селищните имена Горно и Долно Спанчево, Санданско, Спанчов, Силистренско, Спанчово, Ругуновско, Спанци, Леринско, Спанците, Габровско, река Спанч, Кукушко.

## История
Кпай Спанчево са открити останки на селище от времето на енеолита – 4000 г. пр.н.е.
В XIX век Спанчево е изцяло българско село в Кочанска кааза на Османската империя. Църквата „Свети Архангел Михаил“ е стара, обновявана в 1874, 1934 и 1988 година. Няма живопис. Иконите са от XIX век от Исая Джиков и неизвестни автори.
Според статистиката на Васил Кънчов („Македония. Етнография и статистика“) от 1900 година Спанчево има 760 жители, всички българи християни.
В началото на XX век населението на селото е под върховенството на Българската екзархия. По данни на секретаря на екзархията Димитър Мишев („La Macédoine et sa Population Chrétienne“) през 1905 година в Спанчево има 608 българи екзархисти и работи българско училище.
През 1904 година Спанчево пострадва от заметресение, което разрушава къщи и взима човешки жертви.
При избухването на Балканската война в 1912 година един човек от Спанчево е доброволец в Македоно-одринското опълчение.
През 1921 година щипската чета на ВМРО на Иван Бърльо и кочанската на Панчо Михайлов се сражават при Спанчево със сръбска войска, като в сражението падат убити осем сърби. През 1922 година в Спанчево е открита четата на Григор Хаджикимов, която успява да се измъкне невредима. През ноември 1923 година при Спанчево чета, начело с кочанския войвода Трифон Савев, води сражение със сръбска потеря. Четата се оттегля без загуби и сърбите изгарят много къщи в околността. На 1 декември чета на ВМРО от десет души отново води сражение със сръбска жандармерия, като убиват трима и раняват един жандармерист.
Според преброяването от 2002 година селото има 1048 жители, 1047 северномакедонци и 1 влах.

## Личности
Родени в Спанчево
- Георги Пържелков (I половина на XIX век), български хайдутин
- Георги Спанчевски (1895 – 1931), български революционер
- Дане Йорданов Спанчевски, български революционер, деец на ВМРО[11][12]
- Иван Миладинов, четник на ВМОРО, загинал на 2 октомври 1910 в Кочанско[13]
- Салтир (Сайко) Анастасов, български революционер от ВМОРО, четник на Иван Бърльо в 1914 година,[14] деец на ВМРО[15]
- Стоимир Тасев (? – 1922), деец на ВМРО, загинал в сражение със сръбска войска на 25 май 1922 година[16]
- Стоян Анчев, македоно-одрински опълченец, 40-годишен, земеделец, Кюстендилска дружина[17]